# Пури
Пури је град у Индији у држави Ориса. Према незваничним резултатима пописа 2011. у граду је живело 201.026 становника.

## Становништво
Према незваничним резултатима пописа, у граду је 2011. живело 201.026 становника.
| 1991.   | 2001.   | 2011.   |
| ------- | ------- | ------- |
| 125.199 | 157.610 | 201.026 |